# Bradbury Building
Le Bradbury Building est un bâtiment historique de la ville de Los Angeles, dans l'État de Californie (États-Unis).

## Présentation
Le bâtiment, construit en 1893, est situé au 304 South Broadway (3rd and Broadway[Quoi ?]), dans le centre-ville de Los Angeles. Il est classé au National Historic Landmark le 5 mai 1977 et Monument historique-culturel de Los Angeles le 21 septembre 1962 par le conseil municipal de Los Angeles. C'est le millionnaire Lewis L. Bradbury qui en commanda l'édification et le dessinateur George Wyman, qui ne détient aucune formation en architecture, le conçut d'après un dessin original de Sumner Hunt (en), lequel emploie Wyman au salaire hebdomadaire de 5 US$.

## Historique
Le bâtiment était la plupart du temps un immeuble de bureaux. Déclaré Monument Historique en 1977, il fut acheté par Ira Yellin au début des années 1980, puis modifié dans les années 1990. Depuis 1996, c'était le siège du service des affaires internes à la Police de Los Angeles et d'autres agences gouvernementales. Le LAPD Board of Rights y tient des auditions disciplinaires concernant les agents, ces derniers le surnomment the Ovens (« le Grill »), allusion à la façon dont ils sont « cuisinés » et le service détient un bail de 50 ans. Plusieurs bureaux sont loués à des opérateurs privés, dont les excursions de la Red Line Tours. Au premier étage, se trouvent la coutellerie Ross, où O. J. Simpson acheta un stylet , pièce à conviction de son procès pour meurtre, ainsi que d'autres enseignes commerciales.
Attraction populaire, les visites y ont lieu tous les jours. On ne peut accéder qu'au premier étage. Non loin se trouvent le Grand Central Market et le Million Dollar Theater. On y accède par la Red Line MTA à la sortie du Civic Center, à trois blocs de distance.

## Architecture
La façade en brique rouge et terra cotta a été conçue selon le style Renaissance Italien, courant à cette époque. Mais c'est l'intérieur qui retient l'attention.
Le couloir à l'entrée, avec son plafond bas et sa pénombre ressemble aux passages couverts parisiens, puis s'ouvre sur une cour qui ressemble à une cathédrale
La cour centrale, surmontée de cinq étages, est entourée de briques roses et jaunes, ornée de fer forgé, de tuiles, de marbre italien, de tuiles mexicaines, de terra cotta, de boiseries cirées. Le puits de lumière inonde magnifiquement la cour avec des ombres qui changent constamment. Des ascenseurs à cage de fer forgé mènent au 5e étage.

## Construction
Durant sa construction, on mit au jour une source active d'eau qui pouvait menacer l'édifice. Mais Bradbury tenait à son projet et importa d'Europe des rails en acier massif pour renforcer le bâtiment. Prévu pour coûter 175 000 €, la facture se monta à 500 000 €, somme très élevée à l'époque. En 2008, la somme équivaudrait à 11 millions de dollars. Bradbury mourut quelques mois avant l'inauguration.

## Dans la culture populaire
Il est le décor de nombreuses fictions, particulièrement dans des œuvres de science-fiction.

### Cinéma
Il apparaît dans Blade Runner de Ridley Scott, dans M (remake américain de M le Maudit) de Joseph Losey, dans (500) jours ensemble par Marc Webb, dans La Loi de Murphy de Jack Lee Thompson et dans The Artist de Michel Hazanavicius. Il est présent également dans des films noirs tels que Jenny, femme marquée (1949), Mort à l'arrivée (1950), J'aurai ta peau (1953), dans Les Blanches Falaises de Douvres (1944), Indestructible Man (en) (1956), Caprice à l'italienne (1967), La Valse des truands (1969), Chinatown (1974), L'Arme fatale 4 (1998).

### Télévision
Il apparaît également plusieurs fois dans Mission Impossible (1966–73), ainsi que dans l'épisode La Main de verre de la série Au-delà du réel, et dans l'épisode 20 de la saison 2 de Starsky et Hutch, où Huggy Brown et JD Turquett s'y retrouvent le temps d'une scène.

### Romans
Il apparaît enfin dans la série de romans policiers tels que Nathan Heller, les bureaux de l'agence de détectives Detective Agency's de Los Angeles se trouvent au Bradbury, comme dans le roman Angel in Black. Dans le roman Star Trek, The Case of the Colonist's Corpse: A Sam Cogley Mystery, le protagoniste travaille au Bradbury Building 400 ans dans le futur. C'est dans cet immeuble que se trouve le cabinet de l'avocat Howard Elias dans le roman L'Envol des anges de Michael Connelly.

### Clips
Il est le décor du clip vidéo de Say Something de Justin Timberlake. Il sert aussi de décor au clip de la chanson Tonight, Tonight, Tonight du groupe Genesis. C'est également celui du clip de la chanson Hope You Do de Chris Brown.

## Galerie

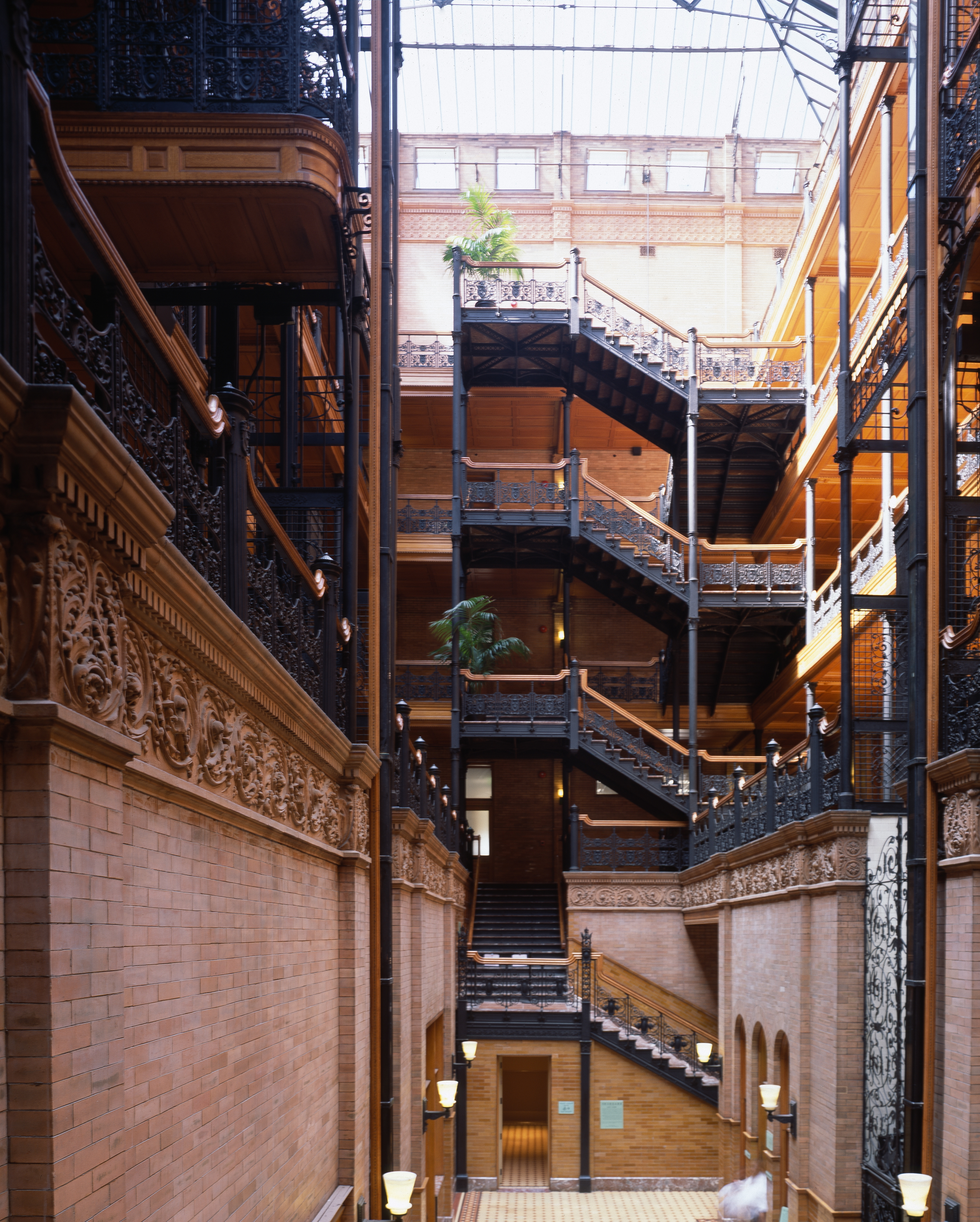
Bradbury Building
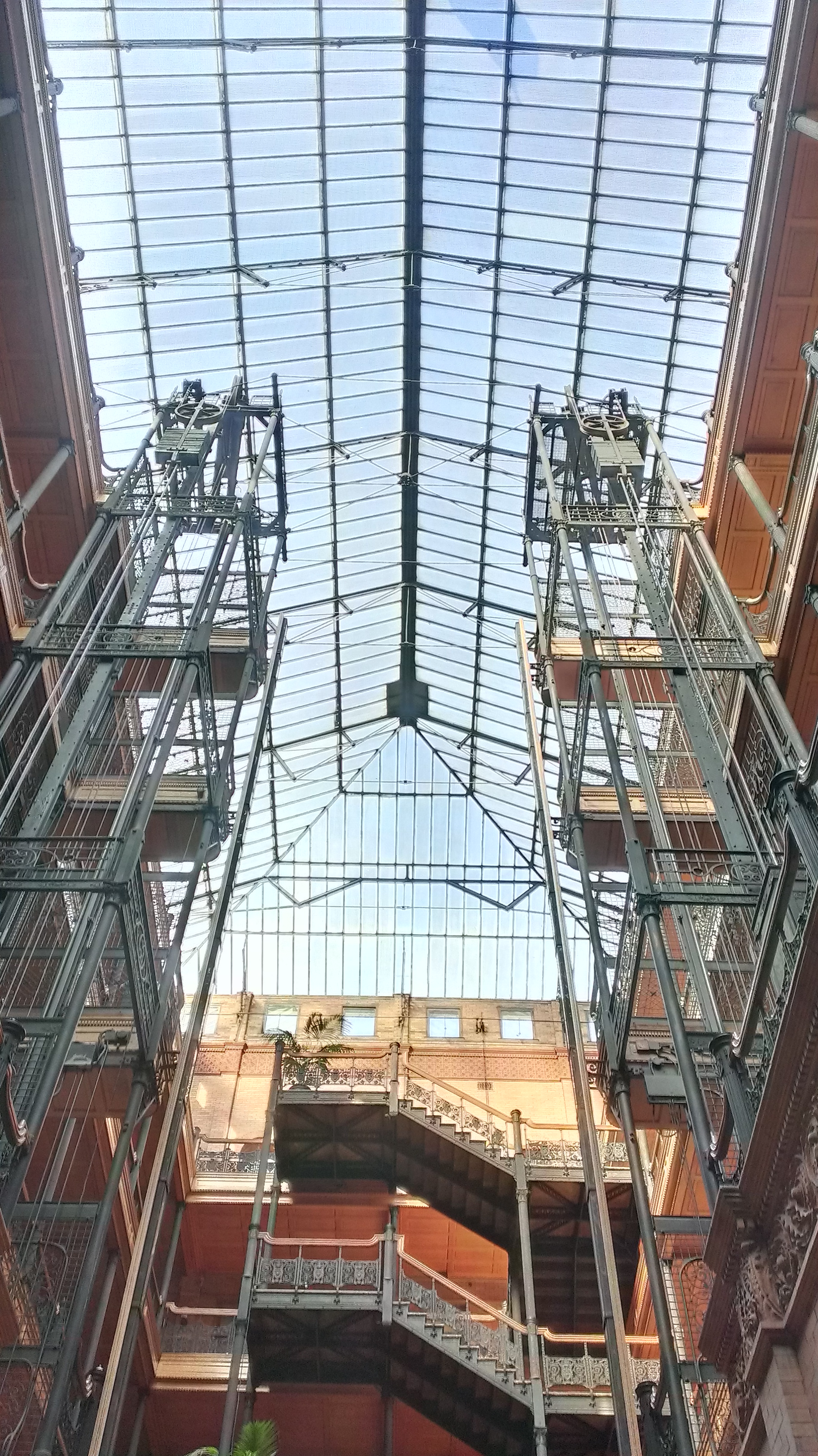
Detail des ascenseurs et de la verrière
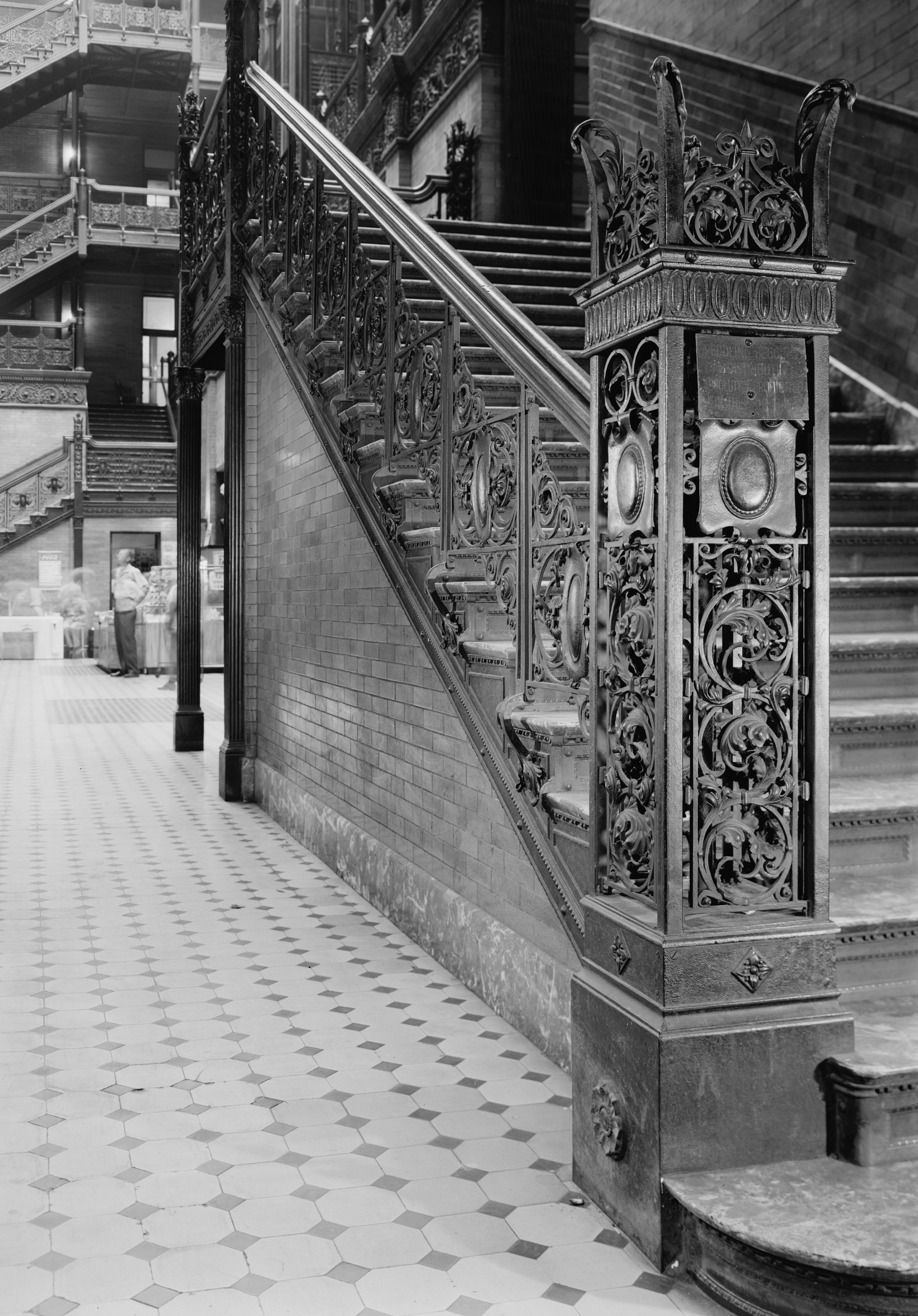
Detail de la ferronnerie de l'ascenseur